# Grand Prix w Piłce Siatkowej Kobiet 2012
Grand Prix w piłce siatkowej kobiet 2012 - siatkarski turniej rozgrywany w dniach od 8 czerwca do 1 lipca 2012 roku w Ningbo w Chinach.

## Uczestnicy
| Drużyna           | Sposób kwalifikacji                | Liczba występów | Najlepszy wynik                                  |
| ----------------- | ---------------------------------- | --------------- | ------------------------------------------------ |
| Argentyna         | 6˚ w Pucharze Panamerykańskim 2011 | 1               | 14. miejsce (2011)                               |
| Kuba              | 4˚ Pucharze Panamerykańskim 2011   | 17              | (1993, 2000)                                     |
| Portoryko         | 5˚ w Pucharze Panamerykańskim 2011 | 2               | 10. miejsce (2009)                               |
| Polska            | Dzika karta                        | 8               | 6. miejsce (2007, 2010)                          |
| Dominikana        | 2˚ w Pucharze Panamerykańskim 2011 | 8.              | 8. miejsce (2006, 2010)                          |
| Serbia            | 1˚ w Mistrzostwach Europy 2011     | 1               | (2011)                                           |
| Stany Zjednoczone | 3˚ w Pucharze Panamerykańskim 2011 | 18              | (1995, 2001, 2010, 2011)                         |
| Brazylia          | Dzika karta                        | 18              | (1994, 1996, 1998, 2004, 2005, 2006, 2008, 2009) |
| Japonia           | Dzika karta                        | 19              | 4. miejsce (1994, 1997)                          |
| Chiny             | Gospodarz                          | 19              | (2003)                                           |
| Niemcy            | 2˚ w Mistrzostwach Europy 2011     | 12              | (2002, 2009)                                     |
| Turcja            | 3˚ w Mistrzostwach Europy 2011     | 1               | 7. miejsce (2007)                                |
| Włochy            | 4˚ w Mistrzostwach Europy 2011     | 13              | (2004, 2005)                                     |
| Tajlandia         | 4˚ w Mistrzostwach Azji 2011       | 9               | 6. miejsce (2011)                                |
| Korea Południowa  | 3˚ w Mistrzostwach Azji 2011       | 15              | (1997)                                           |
| Chińskie Tajpej   | baraż z Algierią                   | 3               | 12. miejsce (2009)                               |

## Baraże
| Lp. | Drużyna         | Pkt | Mecze | Mecze   | Mecze   | Sety | Sety | Sety  | Małe punkty | Małe punkty | Małe punkty |
| Lp. | Drużyna         | Pkt | M     | W (3:2) | P (2:3) | wyg. | prz. | ratio | zdob.       | str.        | ratio       |
| --- | --------------- | --- | ----- | ------- | ------- | ---- | ---- | ----- | ----------- | ----------- | ----------- |
| 1   | Chińskie Tajpej | 3   | 2     | 1 (0)   | 1 (0)   | 3    | 3    | 1.000 | 141         | 138         | 1.022       |
| 2   | Algieria        | 3   | 2     | 1 (0)   | 1 (0)   | 3    | 3    | 1.000 | 138         | 141         | 0.979       |

Źródło: fivb.org
Punktacja: 3:0 i 3:1 – 3 pkt; 3:2 – 2 pkt; 2:3 – 1 pkt; 1:3 i 0:3 – 0 pkt
Zasady ustalania kolejności: 1. liczba punktów; 2. liczba zwycięstw; 3. stosunek setów; 4. stosunek małych punktów

## Turnieje
| 8 – 10 czerwca 2012                            |                                                           |                                                     |                                                |
| Grupa A – Makau                                | Grupa B – Santo Domingo                                   | Grupa C – Pusan                                     | Grupa D – Łódź                                 |
| Portoryko · Chiny · Tajlandia · Argentyna      | Stany Zjednoczone · Niemcy · Dominikana · Chińskie Tajpej | Japonia · Kuba · Turcja · Korea Południowa          | Brazylia · Polska · Serbia · Włochy            |
| 15 – 17 czerwca 2012                           |                                                           |                                                     |                                                |
| Grupa E – São Bernardo do Campo                | Grupa F – Komaki                                          | Grupa G – Foshan                                    | Grupa H – Belgrad                              |
| Niemcy · Brazylia · Włochy · Stany Zjednoczone | Japonia · Tajlandia · Dominikana · Portoryko              | Chiny · Chińskie Tajpej · Polska · Korea Południowa | Serbia · Kuba · Turcja · Argentyna             |
| 22 – 24 czerwca 2012                           |                                                           |                                                     |                                                |
| Grupa I – Osaka                                | Grupa J – Bangkok                                         | Grupa K – Luohe                                     | Grupa L – Chińskie Tajpej                      |
| Japonia · Turcja · Korea Południowa · Niemcy   | Tajlandia · Stany Zjednoczone · Serbia · Argentyna        | Brazylia · Chiny · Kuba · Portoryko                 | Polska · Chińskie Tajpej · Dominikana · Włochy |

## Wyniki fazy eliminacyjnej

### I weekend

#### Grupa A
| Data  | Godz. | Drużyna 1 | Wynik | Drużyna 2 | 1     | 2     | 3     | 4     | 5 | Widzów | * |
| ----- | ----- | --------- | ----- | --------- | ----- | ----- | ----- | ----- | - | ------ | - |
| 8.06  | 17:20 | Argentyna | 0:3   | Tajlandia | 18:25 | 9:25  | 22:25 |       |   | 1 000  | 1 |
| 8.06  | 20:50 | Chiny     | 3:0   | Portoryko | 25:15 | 25:19 | 25:16 |       |   | 3 200  | 2 |
| 9.06  | 14:50 | Portoryko | 0:3   | Tajlandia | 21:25 | 20:25 | 22:25 |       |   | 2 600  | 3 |
| 9.06  | 17:20 | Argentyna | 1:3   | Chiny     | 25:23 | 18:25 | 22:25 | 18:25 |   | 3 400  | 4 |
| 10.06 | 12:50 | Argentyna | 1:3   | Portoryko | 20:25 | 16:25 | 25:16 | 17:25 |   | 2 800  | 5 |
| 10.06 | 15:20 | Chiny     | 3:1   | Tajlandia | 18:25 | 25:20 | 25:18 | 25:19 |   | 3 880  | 6 |

| Lp. | Drużyna   | Pkt | Mecze | Mecze   | Mecze   | Sety | Sety | Sety  | Małe punkty | Małe punkty | Małe punkty |
| Lp. | Drużyna   | Pkt | M     | W (3:2) | P (2:3) | wyg. | prz. | ratio | zdob.       | str.        | ratio       |
| --- | --------- | --- | ----- | ------- | ------- | ---- | ---- | ----- | ----------- | ----------- | ----------- |
| 1   | Chiny     | 9   | 3     | 3 (0)   | 0 (0)   | 9    | 2    | 4.500 | 266         | 215         | 1.237       |
| 2   | Tajlandia | 6   | 3     | 2 (0)   | 1 (0)   | 7    | 3    | 2.333 | 232         | 205         | 1.132       |
| 3   | Portoryko | 3   | 3     | 1 (0)   | 2 (0)   | 3    | 7    | 0.429 | 204         | 228         | 0.895       |
| 4   | Argentyna | 0   | 3     | 0 (0)   | 3 (0)   | 2    | 9    | 0.222 | 210         | 264         | 0.795       |

Źródło: fivb.org
Punktacja: 3:0 i 3:1 – 3 pkt; 3:2 – 2 pkt; 2:3 – 1 pkt; 1:3 i 0:3 – 0 pkt
Zasady ustalania kolejności: 1. liczba punktów; 2. liczba zwycięstw; 3. stosunek setów; 4. stosunek małych punktów

#### Grupa B
| Data  | Godz. | Drużyna 1         | Wynik | Drużyna 2         | 1     | 2     | 3     | 4     | 5 | Widzów | * |
| ----- | ----- | ----------------- | ----- | ----------------- | ----- | ----- | ----- | ----- | - | ------ | - |
| 8.06  | 17:00 | Niemcy            | 1:3   | Stany Zjednoczone | 17:25 | 15:25 | 25:23 | 11:25 |   | 4 490  | 1 |
| 8.06  | 19:30 | Dominikana        | 3:0   | Chińskie Tajpej   | 25:23 | 25:19 | 25:18 |       |   | 5 500  | 2 |
| 9.06  | 17:00 | Stany Zjednoczone | 3:0   | Chińskie Tajpej   | 25:10 | 25:22 | 25:12 |       |   | 3 150  | 3 |
| 9.06  | 19:30 | Niemcy            | 3:0   | Dominikana        | 25:16 | 25:18 | 25:19 |       |   | 5 900  | 4 |
| 10.06 | 14:30 | Chińskie Tajpej   | 0:3   | Niemcy            | 11:25 | 15:25 | 15:25 |       |   | 2 100  | 5 |
| 10.06 | 17:00 | Dominikana        | 0:3   | Stany Zjednoczone | 18:25 | 19:25 | 15:25 |       |   | 6 100  | 6 |

| Lp. | Drużyna           | Pkt | Mecze | Mecze   | Mecze   | Sety | Sety | Sety  | Małe punkty | Małe punkty | Małe punkty |
| Lp. | Drużyna           | Pkt | M     | W (3:2) | P (2:3) | wyg. | prz. | ratio | zdob.       | str.        | ratio       |
| --- | ----------------- | --- | ----- | ------- | ------- | ---- | ---- | ----- | ----------- | ----------- | ----------- |
| 1   | Stany Zjednoczone | 9   | 3     | 3 (0)   | 0 (0)   | 9    | 1    | 9.000 | 248         | 164         | 1.512       |
| 2   | Niemcy            | 6   | 3     | 2 (0)   | 1 (0)   | 7    | 3    | 2.333 | 218         | 192         | 1.135       |
| 3   | Dominikana        | 3   | 3     | 1 (0)   | 2 (0)   | 3    | 6    | 0.500 | 180         | 210         | 0.857       |
| 4   | Chińskie Tajpej   | 0   | 3     | 0 (0)   | 3 (0)   | 0    | 9    | 0.000 | 145         | 225         | 0.644       |

Źródło: fivb.org
Punktacja: 3:0 i 3:1 – 3 pkt; 3:2 – 2 pkt; 2:3 – 1 pkt; 1:3 i 0:3 – 0 pkt
Zasady ustalania kolejności: 1. liczba punktów; 2. liczba zwycięstw; 3. stosunek setów; 4. stosunek małych punktów

#### Grupa C
| Data  | Godz. | Drużyna 1        | Wynik | Drużyna 2 | 1     | 2     | 3     | 4     | 5     | Widzów | * |
| ----- | ----- | ---------------- | ----- | --------- | ----- | ----- | ----- | ----- | ----- | ------ | - |
| 8.06  | 13:30 | Japonia          | 0:3   | Turcja    | 19:25 | 21:25 | 21:25 |       |       | 340    | 1 |
| 8.06  | 16:00 | Korea Południowa | 2:3   | Kuba      | 25:23 | 25:27 | 18:25 | 25:23 | 11:15 | 1 610  | 2 |
| 9.06  | 14:00 | Korea Południowa | 1:3   | Turcja    | 18:25 | 25:22 | 21:25 | 14:25 |       | 2 450  | 3 |
| 9.06  | 16:30 | Japonia          | 1:3   | Kuba      | 20:25 | 25:20 | 18:25 | 20:25 |       | 1 215  | 4 |
| 10.06 | 14:00 | Korea Południowa | 1:3   | Japonia   |       | 19:25 | 25:23 | 19:25 | 22:25 | 4 120  | 5 |
| 10.06 | 16:30 | Kuba             | 3:1   | Turcja    | 25:20 | 21:25 | 25:17 | 25:20 |       | 890    | 6 |

| Lp. | Drużyna          | Pkt | Mecze | Mecze   | Mecze   | Sety | Sety | Sety  | Małe punkty | Małe punkty | Małe punkty |
| Lp. | Drużyna          | Pkt | M     | W (3:2) | P (2:3) | wyg. | prz. | ratio | zdob.       | str.        | ratio       |
| --- | ---------------- | --- | ----- | ------- | ------- | ---- | ---- | ----- | ----------- | ----------- | ----------- |
| 1   | Kuba             | 8   | 3     | 3 (1)   | 0 (0)   | 9    | 4    | 2.250 | 304         | 269         | 1.130       |
| 2   | Turcja           | 6   | 3     | 2 (0)   | 1 (0)   | 7    | 4    | 1.750 | 254         | 235         | 1.081       |
| 3   | Japonia          | 3   | 3     | 1 (0)   | 2 (0)   | 4    | 7    | 0.571 | 242         | 255         | 0.949       |
| 4   | Korea Południowa | 1   | 3     | 0 (0)   | 3 (1)   | 4    | 9    | 0.444 | 267         | 308         | 0.867       |

Źródło: fivb.org
Punktacja: 3:0 i 3:1 – 3 pkt; 3:2 – 2 pkt; 2:3 – 1 pkt; 1:3 i 0:3 – 0 pkt
Zasady ustalania kolejności: 1. liczba punktów; 2. liczba zwycięstw; 3. stosunek setów; 4. stosunek małych punktów

#### Grupa D

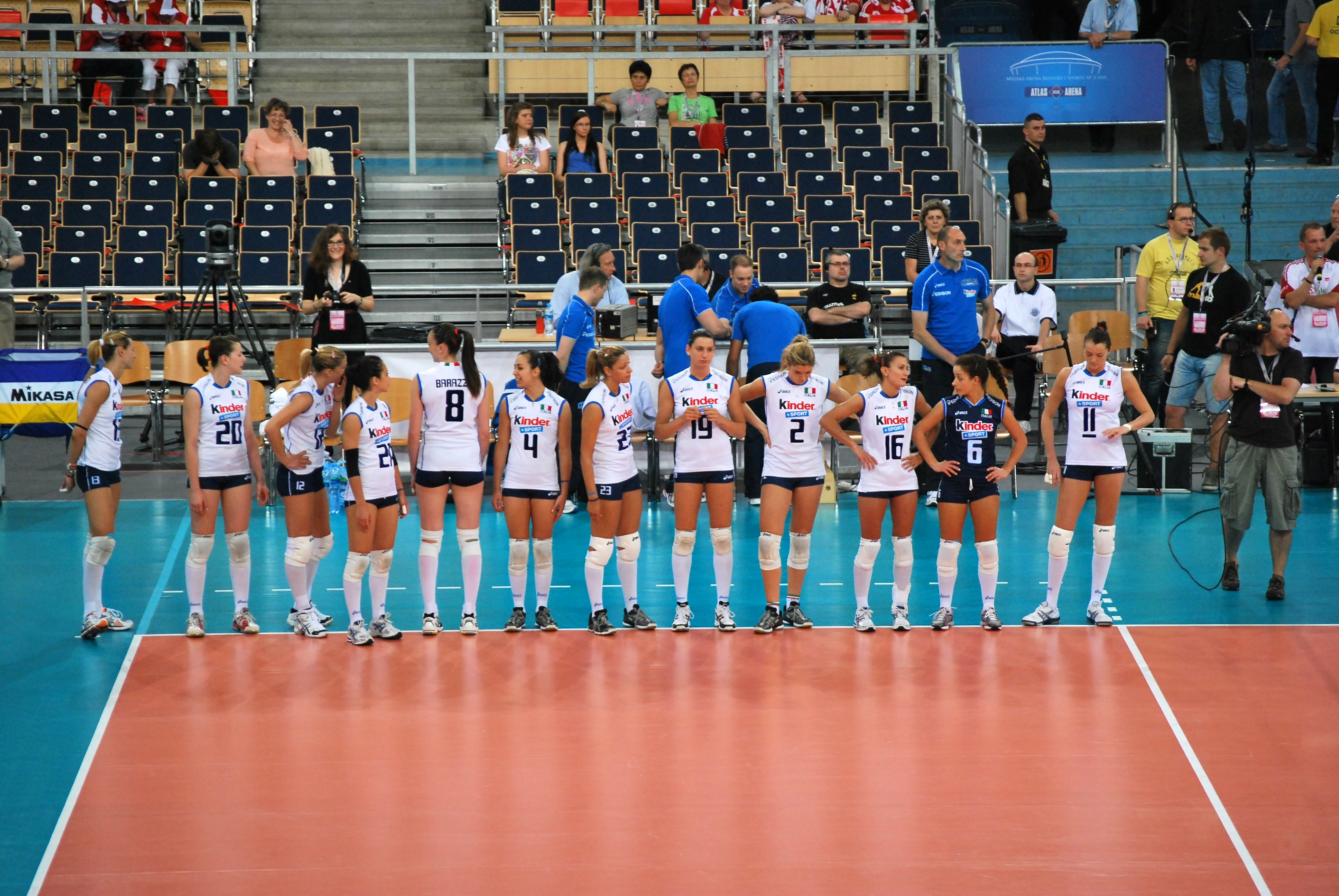
Reprezentacja Włoch przed meczem z Brazylią w Atlas Arenie w Łodzi

| Data  | Godz. | Drużyna 1 | Wynik | Drużyna 2 | 1     | 2     | 3     | 4     | 5     | Widzów | * |
| ----- | ----- | --------- | ----- | --------- | ----- | ----- | ----- | ----- | ----- | ------ | - |
| 8.06  | 17:30 | Włochy    | 2:3   | Brazylia  | 25:18 | 22:25 | 21:25 | 25:20 | 6:15  | 1 200  | 1 |
| 8.06  | 20:00 | Polska    | 3:2   | Serbia    | 24:26 | 25:22 | 20:25 | 25:16 | 15:10 | 2 600  | 2 |
| 9.06  | 12:30 | Serbia    | 2:3   | Brazylia  | 25:21 | 18:25 | 23:25 | 25:23 | 5:15  | 2 200  | 3 |
| 9.06  | 15:00 | Polska    | 1:3   | Włochy    | 22:25 | 25:23 | 20:25 | 29:31 |       | 5 100  | 4 |
| 10.06 | 17:30 | Włochy    | 0:3   | Serbia    |       | 18:25 | 14:25 | 23:25 |       | 2 200  | 5 |
| 10.06 | 20:00 | Polska    | 2:3   | Brazylia  | 15:25 | 13:25 | 25:23 | 25:22 | 10:15 | 5 300  | 6 |

| Lp. | Drużyna  | Pkt | Mecze | Mecze   | Mecze   | Sety | Sety | Sety  | Małe punkty | Małe punkty | Małe punkty |
| Lp. | Drużyna  | Pkt | M     | W (3:2) | P (2:3) | wyg. | prz. | ratio | zdob.       | str.        | ratio       |
| --- | -------- | --- | ----- | ------- | ------- | ---- | ---- | ----- | ----------- | ----------- | ----------- |
| 1   | Brazylia | 6   | 3     | 3 (3)   | 0 (0)   | 9    | 6    | 1.500 | 322         | 283         | 1.138       |
| 2   | Serbia   | 5   | 3     | 1 (0)   | 2 (2)   | 7    | 6    | 1.167 | 270         | 273         | 0.989       |
| 3   | Włochy   | 4   | 3     | 1 (0)   | 2 (1)   | 5    | 7    | 0.714 | 258         | 274         | 0.942       |
| 4   | Polska   | 3   | 3     | 1 (1)   | 2 (1)   | 6    | 8    | 0.750 | 293         | 313         | 0.936       |

Źródło: fivb.org
Punktacja: 3:0 i 3:1 – 3 pkt; 3:2 – 2 pkt; 2:3 – 1 pkt; 1:3 i 0:3 – 0 pkt
Zasady ustalania kolejności: 1. liczba punktów; 2. liczba zwycięstw; 3. stosunek setów; 4. stosunek małych punktów

### II weekend

#### Grupa E
| Data  | Godz. | Drużyna 1         | Wynik | Drużyna 2         | 1     | 2     | 3     | 4     | 5     | Widzów | * |
| ----- | ----- | ----------------- | ----- | ----------------- | ----- | ----- | ----- | ----- | ----- | ------ | - |
| 15.06 | 18:30 | Włochy            | 0:3   | Stany Zjednoczone | 25:27 | 20:25 | 17:25 |       |       | 2 291  | 1 |
| 15.06 | 20:45 | Brazylia          | 3:1   | Niemcy            | 18:25 | 25:14 | 25:18 | 26:24 |       | 4 327  | 2 |
| 16.06 | 18:30 | Stany Zjednoczone | 3:0   | Niemcy            | 25:23 | 25:23 | 25:17 |       |       | 5 138  | 3 |
| 16.06 | 20:45 | Brazylia          | 3:2   | Włochy            | 26:24 | 14:25 | 25:15 | 24:26 | 16:14 | 5 700  | 4 |
| 17.06 | 13:30 | Brazylia          | 1:3   | Stany Zjednoczone |       | 25:20 | 18:25 | 18:25 | 23:25 | 5 700  | 5 |
| 17.06 | 16:00 | Niemcy            | 3:0   | Włochy            | 30:28 | 25:13 | 26:24 |       |       | 1 084  | 6 |

| Lp. | Drużyna           | Pkt | Mecze | Mecze   | Mecze   | Sety | Sety | Sety  | Małe punkty | Małe punkty | Małe punkty |
| Lp. | Drużyna           | Pkt | M     | W (3:2) | P (2:3) | wyg. | prz. | ratio | zdob.       | str.        | ratio       |
| --- | ----------------- | --- | ----- | ------- | ------- | ---- | ---- | ----- | ----------- | ----------- | ----------- |
| 1   | Stany Zjednoczone | 9   | 3     | 3 (0)   | 0 (0)   | 9    | 1    | 9.000 | 247         | 209         | 1.182       |
| 2   | Brazylia          | 5   | 3     | 2 (1)   | 1 (0)   | 7    | 6    | 1.167 | 283         | 275         | 1.029       |
| 3   | Niemcy            | 3   | 3     | 1 (0)   | 2 (0)   | 4    | 6    | 0.667 | 225         | 234         | 0.962       |
| 4   | Włochy            | 1   | 3     | 0 (0)   | 3 (1)   | 2    | 9    | 0.222 | 231         | 263         | 0.878       |

Źródło: fivb.org
Punktacja: 3:0 i 3:1 – 3 pkt; 3:2 – 2 pkt; 2:3 – 1 pkt; 1:3 i 0:3 – 0 pkt
Zasady ustalania kolejności: 1. liczba punktów; 2. liczba zwycięstw; 3. stosunek setów; 4. stosunek małych punktów

#### Grupa F
| Data  | Godz. | Drużyna 1  | Wynik | Drużyna 2  | 1     | 2     | 3     | 4     | 5     | Widzów | * |
| ----- | ----- | ---------- | ----- | ---------- | ----- | ----- | ----- | ----- | ----- | ------ | - |
| 15.06 | 15:30 | Tajlandia  | 3:1   | Portoryko  | 25:18 | 19:25 | 25:11 | 25:19 |       | 490    | 1 |
| 15.06 | 18:30 | Japonia    | 3:0   | Dominikana | 25:17 | 25:13 | 25:18 |       |       | 2 000  | 2 |
| 16.06 | 15:30 | Dominikana | 0:3   | Tajlandia  | 14:25 | 22:25 | 19:25 |       |       | 2 500  | 3 |
| 16.06 | 18:30 | Japonia    | 3:0   | Portoryko  | 25:20 | 25:18 | 25:16 |       |       | 5 000  | 4 |
| 17.06 | 15:10 | Dominikana | 2:3   | Portoryko  |       | 19:25 | 25:21 | 23:25 | 25:21 | 1750   | 5 |
| 17.06 | 18:10 | Japonia    | 2:3   | Tajlandia  | 15:25 | 25:16 | 25:22 | 19:25 | 16:18 | 5000   | 6 |

| Lp. | Drużyna    | Pkt | Mecze | Mecze   | Mecze   | Sety | Sety | Sety  | Małe punkty | Małe punkty | Małe punkty |
| Lp. | Drużyna    | Pkt | M     | W (3:2) | P (2:3) | wyg. | prz. | ratio | zdob.       | str.        | ratio       |
| --- | ---------- | --- | ----- | ------- | ------- | ---- | ---- | ----- | ----------- | ----------- | ----------- |
| 1   | Tajlandia  | 8   | 3     | 3 (1)   | 0 (0)   | 9    | 3    | 3.000 | 277         | 228         | 1.215       |
| 2   | Japonia    | 7   | 3     | 2 (0)   | 1 (1)   | 8    | 3    | 2.667 | 250         | 208         | 1.202       |
| 3   | Portoryko  | 2   | 3     | 1 (1)   | 2 (0)   | 4    | 8    | 0.500 | 234         | 273         | 0.857       |
| 4   | Dominikana | 1   | 3     | 0 (0)   | 3 (1)   | 2    | 9    | 0.222 | 207         | 257         | 0.805       |

Źródło: fivb.org
Punktacja: 3:0 i 3:1 – 3 pkt; 3:2 – 2 pkt; 2:3 – 1 pkt; 1:3 i 0:3 – 0 pkt
Zasady ustalania kolejności: 1. liczba punktów; 2. liczba zwycięstw; 3. stosunek setów; 4. stosunek małych punktów

#### Grupa G
| Data  | Godz. | Drużyna 1        | Wynik | Drużyna 2        | 1     | 2     | 3     | 4     | 5 | Widzów | * |
| ----- | ----- | ---------------- | ----- | ---------------- | ----- | ----- | ----- | ----- | - | ------ | - |
| 15.06 | 10:00 | Korea Południowa | 0:3   | Polska           | 17:25 | 16:25 | 22:25 |       |   | 3 000  | 1 |
| 15.06 | 13:30 | Chiny            | 3:0   | Chińskie Tajpej  | 25:13 | 25:17 | 25:19 |       |   | 5 000  | 2 |
| 16.06 | 10:00 | Chińskie Tajpej  | 0:3   | Polska           | 10:25 | 24:26 | 19:25 |       |   | 2 100  | 3 |
| 16.06 | 13:30 | Chiny            | 3:0   | Korea Południowa | 25:22 | 25:16 | 25:18 |       |   | 7 100  | 4 |
| 17.06 | 10:00 | Chińskie Tajpej  | 1:3   | Korea Południowa | 21:25 | 29:27 | 20:25 | 20:25 |   | 2000   | 5 |
| 17.06 | 13:30 | Chiny            | 3:0   | Polska           | 25:19 | 25:17 | 29:27 |       |   | 8300   | 6 |

| Lp. | Drużyna          | Pkt | Mecze | Mecze   | Mecze   | Sety | Sety | Sety  | Małe punkty | Małe punkty | Małe punkty |
| Lp. | Drużyna          | Pkt | M     | W (3:2) | P (2:3) | wyg. | prz. | ratio | zdob.       | str.        | ratio       |
| --- | ---------------- | --- | ----- | ------- | ------- | ---- | ---- | ----- | ----------- | ----------- | ----------- |
| 1   | Chiny            | 9   | 3     | 3 (0)   | 0 (0)   | 9    | 0    | MAX   | 229         | 168         | 1.363       |
| 2   | Polska           | 6   | 3     | 2 (0)   | 1 (0)   | 6    | 3    | 2.000 | 213         | 187         | 1.139       |
| 3   | Korea Południowa | 3   | 3     | 1 (0)   | 2 (0)   | 3    | 7    | 0.429 | 213         | 240         | 0.888       |
| 4   | Chińskie Tajpej  | 0   | 3     | 0 (0)   | 3 (0)   | 1    | 9    | 0.111 | 192         | 252         | 0.762       |

Źródło: fivb.org
Punktacja: 3:0 i 3:1 – 3 pkt; 3:2 – 2 pkt; 2:3 – 1 pkt; 1:3 i 0:3 – 0 pkt
Zasady ustalania kolejności: 1. liczba punktów; 2. liczba zwycięstw; 3. stosunek setów; 4. stosunek małych punktów

#### Grupa H
| Data  | Godz. | Drużyna 1 | Wynik | Drużyna 2 | 1     | 2     | 3     | 4     | 5     | Widzów | * |
| ----- | ----- | --------- | ----- | --------- | ----- | ----- | ----- | ----- | ----- | ------ | - |
| 15.06 | 17:00 | Serbia    | 3:1   | Argentyna | 25:23 | 23:25 | 25:22 | 25:17 |       | 2 000  | 1 |
| 15.06 | 20:15 | Kuba      | 1:3   | Turcja    | 16:25 | 25:20 | 20:25 | 20:25 |       | 250    | 2 |
| 16.06 | 17:00 | Kuba      | 3:0   | Serbia    | 25:14 | 25:15 | 25:17 |       |       | 4 050  | 3 |
| 16.06 | 20:15 | Turcja    | 3:1   | Argentyna | 25:15 | 25:20 | 21:25 | 25:15 |       | 250    | 4 |
| 17.06 | 17:00 | Serbia    | 1:3   | Turcja    |       | 21:25 | 25:16 | 22:25 | 21:25 | 3 075  | 5 |
| 17.06 | 20:15 | Argentyna | 0:3   | Kuba      | 16:25 | 19:25 | 19:25 |       |       | 200    | 6 |

| Lp. | Drużyna   | Pkt | Mecze | Mecze   | Mecze   | Sety | Sety | Sety  | Małe punkty | Małe punkty | Małe punkty |
| Lp. | Drużyna   | Pkt | M     | W (3:2) | P (2:3) | wyg. | prz. | ratio | zdob.       | str.        | ratio       |
| --- | --------- | --- | ----- | ------- | ------- | ---- | ---- | ----- | ----------- | ----------- | ----------- |
| 1   | Turcja    | 9   | 3     | 3 (0)   | 0 (0)   | 9    | 3    | 3.000 | 282         | 246         | 1.146       |
| 2   | Kuba      | 6   | 3     | 2 (0)   | 1 (0)   | 7    | 3    | 2.333 | 231         | 195         | 1.185       |
| 3   | Serbia    | 3   | 3     | 1 (0)   | 2 (0)   | 4    | 7    | 0.571 | 233         | 253         | 0.921       |
| 4   | Argentyna | 0   | 2     | 0 (0)   | 2 (0)   | 2    | 6    | 0.333 | 216         | 269         | 0.803       |

Źródło: fivb.org
Punktacja: 3:0 i 3:1 – 3 pkt; 3:2 – 2 pkt; 2:3 – 1 pkt; 1:3 i 0:3 – 0 pkt
Zasady ustalania kolejności: 1. liczba punktów; 2. liczba zwycięstw; 3. stosunek setów; 4. stosunek małych punktów

### III weekend

#### Grupa I
| Data  | Godz. | Drużyna 1        | Wynik | Drużyna 2        | 1     | 2     | 3     | 4     | 5     | Widzów | * |
| ----- | ----- | ---------------- | ----- | ---------------- | ----- | ----- | ----- | ----- | ----- | ------ | - |
| 22.06 | 15:20 | Korea Południowa | 1:3   | Turcja           | 18:25 | 26:28 | 25:20 | 13:25 |       | 1650   | 1 |
| 22.06 | 18:20 | Japonia          | 1:3   | Niemcy           | 22:25 | 12:25 | 25:17 | 16:25 |       | 4850   | 2 |
| 23.06 | 15:20 | Niemcy           | 3:0   | Korea Południowa | 25:10 | 25:14 | 25:20 |       |       | 3550   | 3 |
| 23.06 | 18:20 | Japonia          | 1:3   | Turcja           | 25:23 | 14:25 | 21:25 | 17:25 |       | 6700   | 4 |
| 24.06 | 15:20 | Niemcy           | 3:1   | Turcja           |       | 24:26 | 25:17 | 25:18 | 25:15 | 3450   | 5 |
| 24.06 | 18:20 | Japonia          | 3:0   | Korea Południowa | 25:22 | 25:20 | 27:25 |       |       | 8500   | 6 |

| Lp. | Drużyna          | Pkt | Mecze | Mecze   | Mecze   | Sety | Sety | Sety  | Małe punkty | Małe punkty | Małe punkty |
| Lp. | Drużyna          | Pkt | M     | W (3:2) | P (2:3) | wyg. | prz. | ratio | zdob.       | str.        | ratio       |
| --- | ---------------- | --- | ----- | ------- | ------- | ---- | ---- | ----- | ----------- | ----------- | ----------- |
| 1   | Niemcy           | 9   | 3     | 3 (0)   | 0 (0)   | 9    | 1    | 9.000 | 266         | 195         | 1.364       |
| 2   | Turcja           | 6   | 3     | 2 (0)   | 1 (0)   | 7    | 5    | 1.400 | 271         | 258         | 1.050       |
| 3   | Japonia          | 3   | 3     | 1 (0)   | 2 (0)   | 5    | 6    | 0.833 | 229         | 257         | 0.891       |
| 4   | Korea Południowa | 0   | 3     | 0 (0)   | 3 (0)   | 1    | 9    | 0.111 | 193         | 250         | 0.772       |

Źródło: fivb.org
Punktacja: 3:0 i 3:1 – 3 pkt; 3:2 – 2 pkt; 2:3 – 1 pkt; 1:3 i 0:3 – 0 pkt
Zasady ustalania kolejności: 1. liczba punktów; 2. liczba zwycięstw; 3. stosunek setów; 4. stosunek małych punktów

#### Grupa J
| Data  | Godz. | Drużyna 1         | Wynik | Drużyna 2         | 1     | 2     | 3     | 4     | 5 | Widzów | * |
| ----- | ----- | ----------------- | ----- | ----------------- | ----- | ----- | ----- | ----- | - | ------ | - |
| 22.06 | 13:50 | Serbia            | 0:3   | Stany Zjednoczone | 19:25 | 23:25 | 18:25 |       |   | 5000   | 1 |
| 22.06 | 16:20 | Tajlandia         | 3:0   | Argentyna         | 25:15 | 25:16 | 25:13 |       |   | 6000   | 2 |
| 23.06 | 13:50 | Stany Zjednoczone | 3:0   | Argentyna         | 25:23 | 25:17 | 25:12 |       |   | 6000   | 3 |
| 23.06 | 16:20 | Serbia            | 1:3   | Tajlandia         | 25:12 | 16:25 | 19:25 | 21:25 |   | 6500   | 4 |
| 24.06 | 13:50 | Argentyna         | 0:3   | Serbia            |       | 16:25 | 22:25 | 24:26 |   | 6500   | 5 |
| 24.06 | 16:20 | Stany Zjednoczone | 3:0   | Tajlandia         | 25:16 | 25:17 | 25:7  |       |   | 6500   | 6 |

| Lp. | Drużyna           | Pkt | Mecze | Mecze   | Mecze   | Sety | Sety | Sety  | Małe punkty | Małe punkty | Małe punkty |
| Lp. | Drużyna           | Pkt | M     | W (3:2) | P (2:3) | wyg. | prz. | ratio | zdob.       | str.        | ratio       |
| --- | ----------------- | --- | ----- | ------- | ------- | ---- | ---- | ----- | ----------- | ----------- | ----------- |
| 1   | Stany Zjednoczone | 9   | 3     | 3 (0)   | 0 (0)   | 9    | 0    | MAX   | 225         | 152         | 1.480       |
| 2   | Tajlandia         | 6   | 3     | 2 (0)   | 1 (0)   | 6    | 4    | 1.500 | 202         | 200         | 1.010       |
| 3   | Serbia            | 3   | 3     | 1 (0)   | 2 (0)   | 4    | 6    | 0.667 | 217         | 224         | 0.969       |
| 4   | Argentyna         | 0   | 3     | 0 (0)   | 3 (0)   | 0    | 9    | 0.000 | 158         | 226         | 0.699       |

Źródło: fivb.org
Punktacja: 3:0 i 3:1 – 3 pkt; 3:2 – 2 pkt; 2:3 – 1 pkt; 1:3 i 0:3 – 0 pkt
Zasady ustalania kolejności: 1. liczba punktów; 2. liczba zwycięstw; 3. stosunek setów; 4. stosunek małych punktów

#### Grupa K
| Data  | Godz. | Drużyna 1 | Wynik | Drużyna 2 | 1     | 2     | 3     | 4     | 5    | Widzów | * |
| ----- | ----- | --------- | ----- | --------- | ----- | ----- | ----- | ----- | ---- | ------ | - |
| 22.06 | 16:00 | Chiny     | 3:1   | Portoryko | 25:16 | 25:27 | 25:11 | 25:13 |      | 2800   | 1 |
| 22.06 | 19:30 | Kuba      | 2:3   | Brazylia  | 31:29 | 18:25 | 19:25 | 26:24 | 8:15 | 2200   | 2 |
| 23.06 | 16:00 | Portoryko | 0:3   | Brazylia  | 17:25 | 12:25 | 19:25 |       |      |        | 3 |
| 23.06 | 19:30 | Chiny     | 3:2   | Kuba      | 22:25 | 25:16 | 25:22 | 23:25 | 15:9 | 2600   | 4 |
| 24.06 | 16:00 | Kuba      | 3:0   | Portoryko |       | 25:17 | 25:17 | 25:21 |      | 2500   | 5 |
| 24.06 | 19:30 | Chiny     | 0:3   | Brazylia  | 20:25 | 22:25 | 19:25 |       |      | 3400   | 6 |

| Lp. | Drużyna   | Pkt | Mecze | Mecze   | Mecze   | Sety | Sety | Sety  | Małe punkty | Małe punkty | Małe punkty |
| Lp. | Drużyna   | Pkt | M     | W (3:2) | P (2:3) | wyg. | prz. | ratio | zdob.       | str.        | ratio       |
| --- | --------- | --- | ----- | ------- | ------- | ---- | ---- | ----- | ----------- | ----------- | ----------- |
| 1   | Brazylia  | 8   | 3     | 3 (1)   | 0 (0)   | 9    | 2    | 4.500 | 118         | 102         | 1.157       |
| 2   | Chiny     | 5   | 3     | 2 (1)   | 1 (0)   | 6    | 6    | 1.000 | 210         | 164         | 1.280       |
| 3   | Kuba      | 5   | 3     | 1 (0)   | 2 (2)   | 7    | 6    | 1.167 | 274         | 283         | 0.968       |
| 4   | Portoryko | 0   | 3     | 0 (0)   | 3 (0)   | 1    | 9    | 0.111 | 122         | 175         | 0.697       |

Źródło: fivb.org
Punktacja: 3:0 i 3:1 – 3 pkt; 3:2 – 2 pkt; 2:3 – 1 pkt; 1:3 i 0:3 – 0 pkt
Zasady ustalania kolejności: 1. liczba punktów; 2. liczba zwycięstw; 3. stosunek setów; 4. stosunek małych punktów

#### Grupa L
| Data  | Godz. | Drużyna 1       | Wynik | Drużyna 2  | 1     | 2     | 3     | 4     | 5     | Widzów | * |
| ----- | ----- | --------------- | ----- | ---------- | ----- | ----- | ----- | ----- | ----- | ------ | - |
| 22.06 | 16:00 | Włochy          | 3:1   | Dominikana | 25:20 | 25:17 | 25:27 | 25:21 |       | 1200   | 1 |
| 22.06 | 19:30 | Chińskie Tajpej | 1:3   | Polska     | 16:25 | 25:22 | 20:25 | 21:25 |       | 2500   | 2 |
| 23.06 | 16:00 | Chińskie Tajpej | 0:3   | Włochy     | 10:25 | 13:25 | 17:25 |       |       | 2800   | 3 |
| 23.06 | 19:30 | Polska          | 3:0   | Dominikana | 25:16 | 25:19 | 25:14 |       |       | 0      | 4 |
| 24.06 | 16:00 | Chińskie Tajpej | 1:3   | Dominikana | 18:25 | 25:21 | 18:25 | 22:25 |       | 3300   | 5 |
| 24.06 | 19:30 | Włochy          | 3:2   | Polska     | 23:25 | 20:25 | 26:24 | 25:23 | 15:13 | 2000   | 6 |

| Lp. | Drużyna         | Pkt | Mecze | Mecze   | Mecze   | Sety | Sety | Sety  | Małe punkty | Małe punkty | Małe punkty |
| Lp. | Drużyna         | Pkt | M     | W (3:2) | P (2:3) | wyg. | prz. | ratio | zdob.       | str.        | ratio       |
| --- | --------------- | --- | ----- | ------- | ------- | ---- | ---- | ----- | ----------- | ----------- | ----------- |
| 1   | Włochy          | 8   | 3     | 3 (1)   | 0 (0)   | 9    | 1    | 9.000 | 284         | 235         | 1.209       |
| 2   | Polska          | 7   | 3     | 2 (0)   | 1 (1)   | 8    | 4    | 2.000 | 207         | 191         | 1.084       |
| 3   | Dominikana      | 3   | 3     | 1 (0)   | 2 (0)   | 4    | 7    | 0.571 | 85          | 100         | 0.850       |
| 4   | Chińskie Tajpej | 0   | 3     | 0 (0)   | 3 (0)   | 2    | 9    | 0.222 | 122         | 172         | 0.709       |

Źródło: fivb.org
Punktacja: 3:0 i 3:1 – 3 pkt; 3:2 – 2 pkt; 2:3 – 1 pkt; 1:3 i 0:3 – 0 pkt
Zasady ustalania kolejności: 1. liczba punktów; 2. liczba zwycięstw; 3. stosunek setów; 4. stosunek małych punktów

### Tabela Fazy Eliminacyjnej
| Lp. | Drużyna           | Pkt | Mecze | Mecze   | Mecze   | Sety | Sety | Sety   | Małe punkty | Małe punkty | Małe punkty |
| Lp. | Drużyna           | Pkt | M     | W (3:2) | P (2:3) | wyg. | prz. | ratio  | zdob.       | str.        | ratio       |
| --- | ----------------- | --- | ----- | ------- | ------- | ---- | ---- | ------ | ----------- | ----------- | ----------- |
| 1   | Stany Zjednoczone | 27  | 9     | 9 (0)   | 0 (0)   | 27   | 2    | 13.500 | 645         | 485         | 1.330       |
| 2   | Chiny             | 23  | 9     | 8 (1)   | 1 (0)   | 24   | 8    | 3.000  | 705         | 547         | 1.289       |
| 3   | Turcja            | 21  | 9     | 7 (0)   | 2 (0)   | 23   | 12   | 1.917  | 808         | 738         | 1.095       |
| 4   | Tajlandia         | 20  | 9     | 7 (1)   | 2 (0)   | 22   | 10   | 2.200  | 669         | 558         | 1.199       |
| 5   | Brazylia          | 19  | 9     | 8 (5)   | 1 (0)   | 25   | 14   | 1.786  | 723         | 665         | 1.087       |
| 6   | Kuba              | 19  | 9     | 6 (1)   | 3 (2)   | 23   | 13   | 1.769  | 809         | 747         | 1.083       |
| 7   | Niemcy            | 18  | 9     | 6 (0)   | 3 (0)   | 20   | 11   | 1.818  | 709         | 621         | 1.142       |
| 8   | Polska            | 16  | 9     | 5 (1)   | 4 (2)   | 20   | 15   | 1.333  | 604         | 582         | 1.038       |
| 9   | Japonia           | 13  | 9     | 4 (0)   | 5 (1)   | 17   | 16   | 1.063  | 721         | 720         | 1.001       |
| 10  | Włochy            | 13  | 9     | 4 (1)   | 5 (2)   | 16   | 19   | 0.842  | 664         | 662         | 1.003       |
| 11  | Serbia            | 11  | 9     | 3 (0)   | 6 (2)   | 15   | 19   | 0.789  | 720         | 750         | 0.960       |
| 12  | Dominikana        | 7   | 9     | 2 (0)   | 7 (1)   | 9    | 22   | 0.409  | 472         | 567         | 0.832       |
| 13  | Portoryko         | 5   | 9     | 2 (1)   | 7 (0)   | 8    | 24   | 0.333  | 608         | 751         | 0.810       |
| 14  | Korea Południowa  | 4   | 9     | 1 (0)   | 8 (1)   | 8    | 25   | 0.320  | 673         | 798         | 0.843       |
| 15  | Argentyna         | 0   | 9     | 0 (0)   | 9 (0)   | 4    | 27   | 0.148  | 584         | 759         | 0.769       |
| 16  | Chińskie Tajpej   | 0   | 9     | 0 (0)   | 9 (0)   | 3    | 27   | 0.111  | 459         | 650         | 0.706       |

Źródło: fivb.org
Punktacja: 3:0 i 3:1 – 3 pkt; 3:2 – 2 pkt; 2:3 – 1 pkt; 1:3 i 0:3 – 0 pkt
Zasady ustalania kolejności: 1. liczba punktów; 2. liczba zwycięstw; 3. stosunek setów; 4. stosunek małych punktów

### Nagrody indywidualne
| Najlepsza punktująca | Najlepsza blokująca | Najlepsza atakująca | Najlepsza zagrywająca | Najlepsza przyjmująca | Najlepsza rozgrywająca | Najlepsza libero |
| -------------------- | ------------------- | ------------------- | --------------------- | --------------------- | ---------------------- | ---------------- |
| Serena Ortolani      | Christa Harmotto    | Rosanna Giel        | Yanelis Santos        | Lenka Dürr            | Nootsara Tomkom        | Lenka Dürr       |

## Turniej finałowy
Mecze finałowe zostały rozegrane w chińskim Ningbo, w dniach  27 czerwca - 1 lipca 2012. 

### Terminarz i wyniki
| Data  | Godz. | Drużyna 1         | Wynik | Drużyna 2         | 1     | 2     | 3     | 4     | 5     | Widzów | *  |
| ----- | ----- | ----------------- | ----- | ----------------- | ----- | ----- | ----- | ----- | ----- | ------ | -- |
| 27.06 | 14:00 | Brazylia          | 2:3   | Stany Zjednoczone | 19:25 | 20:25 | 25:20 | 25:13 | 13:15 | 3 000  | 1  |
| 27.06 | 16:30 | Tajlandia         | 1:3   | Turcja            | 22:25 | 21:25 | 25:20 | 24:26 |       | 2 000  | 2  |
| 27.06 | 20:30 | Chiny             | 3:0   | Kuba              | 25:22 | 25:22 | 25:17 |       |       | 6 500  | 3  |
|       |       |                   |       |                   |       |       |       |       |       |        |    |
| 28.06 | 14:00 | Stany Zjednoczone | 3:1   | Tajlandia         | 25:18 | 27:25 | 18:25 | 25:18 |       | 2 200  | 4  |
| 28.06 | 16:30 | Kuba              | 0:3   | Turcja            | 23:25 | 9:25  | 20:25 |       |       | 2 000  | 5  |
| 28.06 | 20:30 | Chiny             | 1:3   | Brazylia          | 21:25 | 25:21 | 19:25 | 18:25 |       | 6 700  | 6  |
|       |       |                   |       |                   |       |       |       |       |       |        |    |
| 29.06 | 14:00 | Brazylia          | 3:0   | Kuba              | 25:17 | 25:12 | 25:14 |       |       | 3 400  | 7  |
| 29.06 | 16:30 | Turcja            | 1:3   | Stany Zjednoczone | 18:25 | 23:25 | 25:21 | 20:25 |       | 2 970  | 8  |
| 29.06 | 20:30 | Chiny             | 2:3   | Tajlandia         | 25:21 | 22:25 | 32:34 | 25:21 | 13:15 | 5 800  | 9  |
|       |       |                   |       |                   |       |       |       |       |       |        |    |
| 30.06 | 14:00 | Brazylia          | 3:0   | Tajlandia         | 25:20 | 25:23 | 25:13 |       |       | 4 000  | 10 |
| 30.06 | 16:30 | Kuba              | 0:3   | Stany Zjednoczone | 14:25 | 24:26 | 14:25 |       |       | 2 200  | 11 |
| 30.06 | 20:30 | Chiny             | 1:3   | Turcja            | 26:24 | 22:25 | 23:25 | 21:25 |       | 7 800  | 12 |
|       |       |                   |       |                   |       |       |       |       |       |        |    |
| 01.07 | 14:00 | Brazylia          | 3:1   | Turcja            | 25:22 | 23:25 | 25:20 | 25:15 |       |        |    |
| 01.07 | 16:30 | Tajlandia         | 3:0   | Kuba              | 25:22 | 30:28 | 25:23 |       |       |        |    |
| 01.07 | 20:30 | Chiny             | 0:3   | Stany Zjednoczone | 24:26 | 21:25 | 25:27 |       |       |        |    |

### Tabela turnieju finałowego
| Lp. | Drużyna           | Pkt | Mecze | Mecze   | Mecze   | Sety | Sety | Sety  | Małe punkty | Małe punkty | Małe punkty |
| Lp. | Drużyna           | Pkt | M     | W (3:2) | P (2:3) | wyg. | prz. | ratio | zdob.       | str.        | ratio       |
| --- | ----------------- | --- | ----- | ------- | ------- | ---- | ---- | ----- | ----------- | ----------- | ----------- |
| 1   | Stany Zjednoczone | 14  | 5     | 5 (1)   | 0 (0)   | 15   | 4    | 3.750 | 442         | 396         | 1.116       |
| 2   | Brazylia          | 13  | 5     | 4 (0)   | 1 (1)   | 14   | 5    | 2.800 | 446         | 363         | 1.229       |
| 3   | Turcja            | 9   | 5     | 3 (0)   | 2 (0)   | 11   | 8    | 1.375 | 436         | 450         | 0.969       |
| 4   | Tajlandia         | 5   | 5     | 2 (1)   | 3 (0)   | 8    | 11   | 0.727 | 431         | 456         | 0.945       |
| 5   | Chiny             | 4   | 5     | 1 (0)   | 4 (1)   | 7    | 12   | 0.583 | 437         | 449         | 0.973       |
| 6   | Kuba              | 0   | 5     | 0 (0)   | 5 (0)   | 0    | 15   | 0.000 | 281         | 381         | 0.738       |

Źródło: the-sports.org
Punktacja: 3:0 i 3:1 – 3 pkt; 3:2 – 2 pkt; 2:3 – 1 pkt; 1:3 i 0:3 – 0 pkt
Zasady ustalania kolejności: 1. liczba punktów; 2. liczba zwycięstw; 3. stosunek setów; 4. stosunek małych punktów

### Nagrody indywidualne
| MVP         | Najlepsza punktująca | Najlepsza blokująca | Najlepsza atakująca | Najlepsza zagrywająca | Najlepsza przyjmująca | Najlepsza rozgrywająca | Najlepsza libero |
| ----------- | -------------------- | ------------------- | ------------------- | --------------------- | --------------------- | ---------------------- | ---------------- |
| Megan Hodge | Megan Hodge          | Thaisa Menezes      | Yoana Palacios      | Neslihan Darnel       | Zhang Xian            | Nootsara Tomkom        | Zhang Xian       |

## Klasyfikacja końcowa
| Miejsce | Reprezentacja     |
| ------- | ----------------- |
| złoto   | Stany Zjednoczone |
| srebro  | Brazylia          |
| brąz    | Turcja            |
| 4       | Tajlandia         |
| 5       | Chiny             |
| 6       | Kuba              |
| 7       | Niemcy            |
| 8       | Polska            |
| 9       | Japonia           |
| 10      | Włochy            |
| 11      | Serbia            |
| 12      | Dominikana        |
| 13      | Portoryko         |
| 14      | Korea Południowa  |
| 15      | Argentyna         |
| 16      | Chińskie Tajpej   |